# Gersón Moises Soncino
Gersón Moises Soncino fue un editor y tipógrafo italiano del siglo XVI, conocido por su trabajo en la impresión y difusión de textos hebreos y judíos. Nació en 1467 en la ciudad de Soncino, Italia, de ahí su apellido. Familia Soncino es un familia de impresores judíos de libros hebreos durante el Renacimiento.

## Venecia y su colaboración a la impresión
Durante su estadía en Venecia, tuvo contacto con la imprenta de Aldo Manucio y conoció a Francesco da Bologna trabajando juntos en la Biblia políglota de la tipografía hebrea.

## Referencias

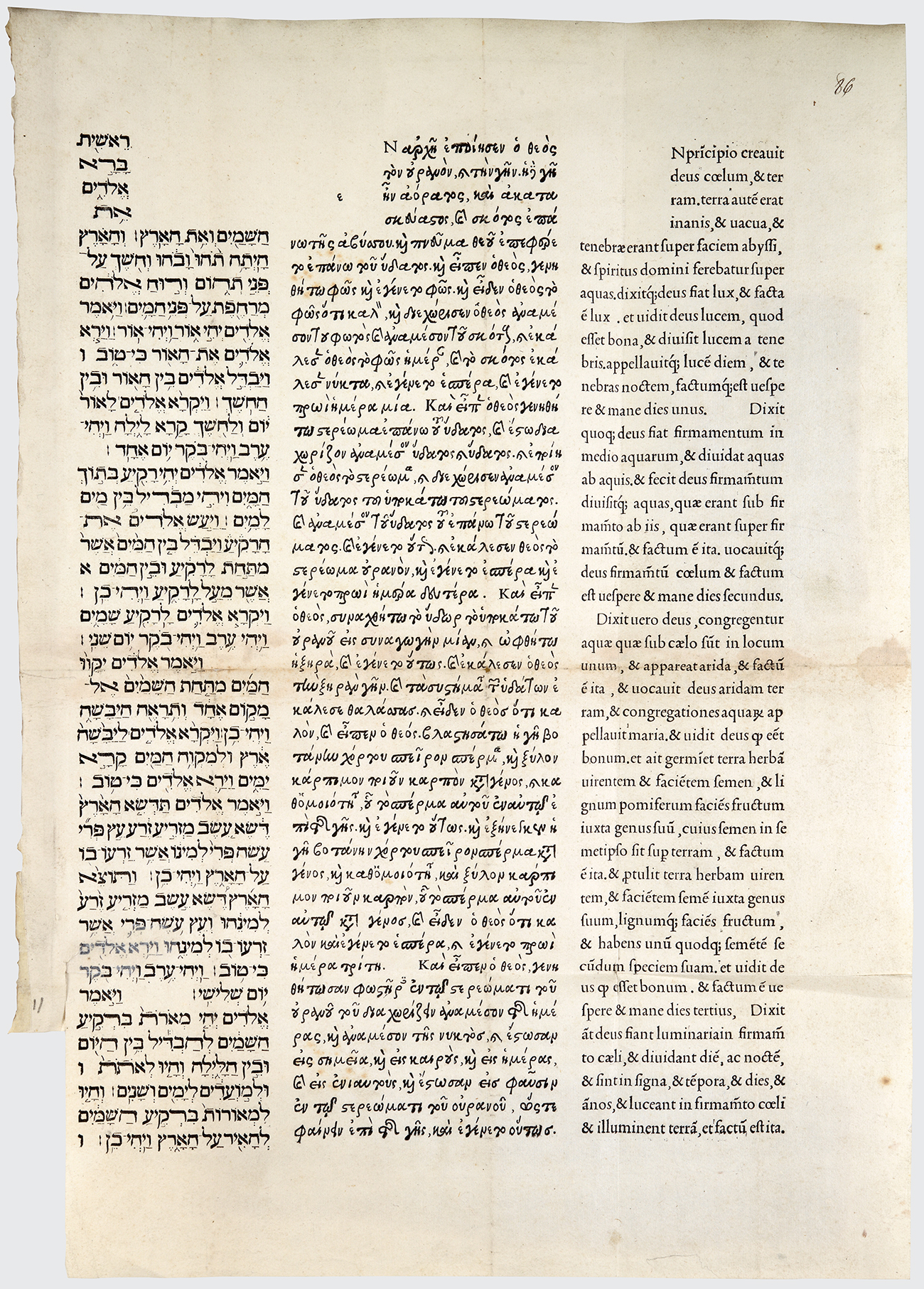
Biblia Poliglota. Texto escrito por Aldo Manucio